# Vincketurm
Der Vincketurm ist ein achteckiger, neugotischer und 26 Meter hoher Aussichtsturm bei der Hohensyburg im Dortmunder Stadtteil Syburg in Nordrhein-Westfalen.

## Geschichte
Der Turm wurde 1857 auf dem höchsten Punkt des Sybergs (244,63 m ü. NN) zur Erinnerung an den früheren Oberpräsidenten Westfalens Ludwig von Vincke (1774–1844) nach den Plänen des Verstorbenen errichtet. Die Ehrung Vinckes erfolgte wegen großer Verdienste um den Aufbau Westfalens nach der französischen Herrschaft während des Département Ruhr. Der Turm besteht aus Ruhrsandstein.
Ludwig von Vincke ehelichte im Jahre 1810 Eleonore von Syberg zum Busch und wurde so zum Eigentümer der mittelalterlichen Burgruine Hohensyburg.
In den letzten Tagen des Zweiten Weltkriegs wurde der Turm als Artilleriebeobachtungspunkt für die deutsche Wehrmacht genutzt. Die angreifenden Truppen nahmen daher den Turm unter Beschuss, und er wurde von Granaten getroffen. 1955 wurde der Turm restauriert und wiederhergestellt.
Der heutige Eigentümer ist der Landschaftsverband Westfalen-Lippe. Der Turm ist als Baudenkmal in die Denkmalliste der Stadt Dortmund eingetragen.

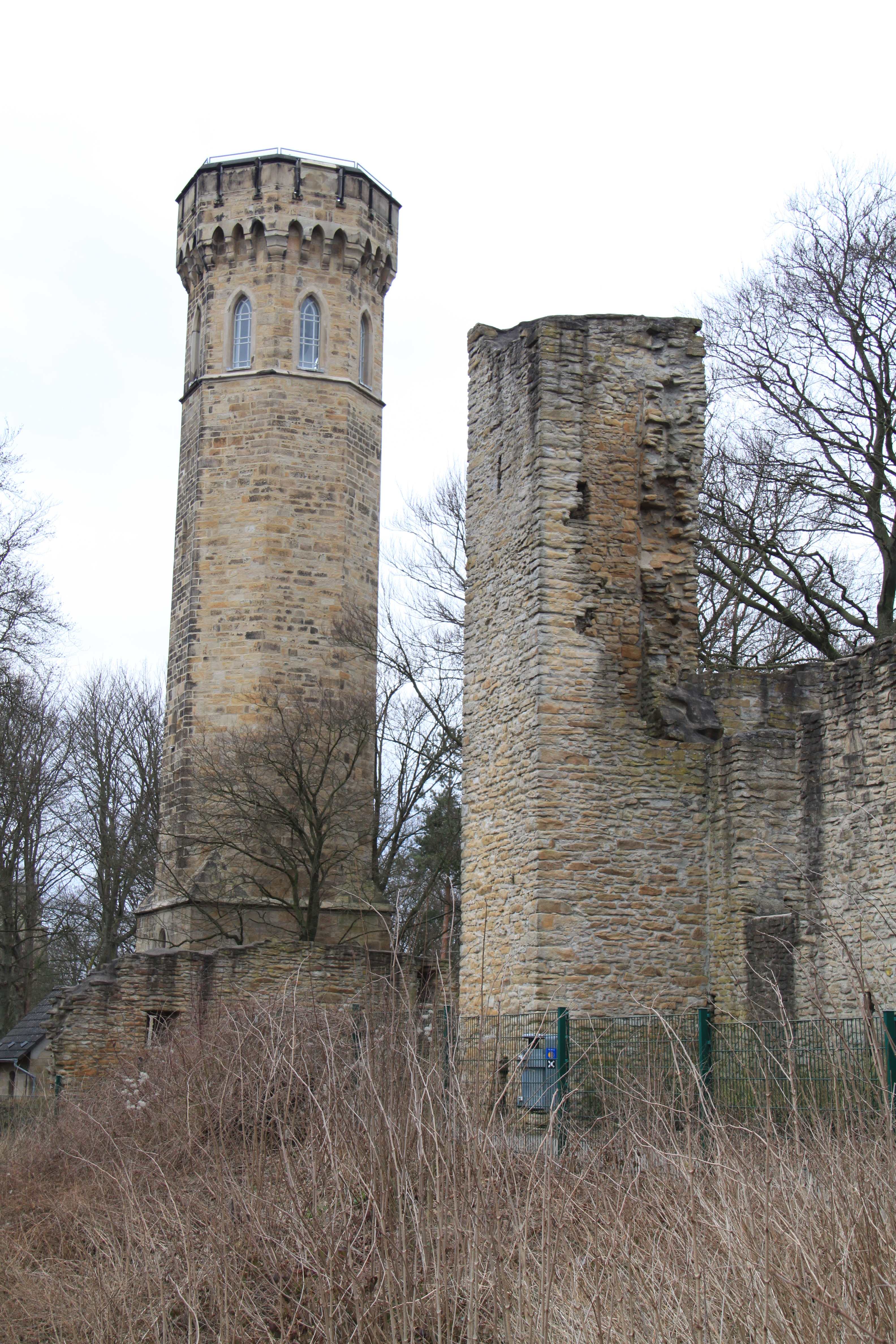
Vincketurm neben der Burgruine
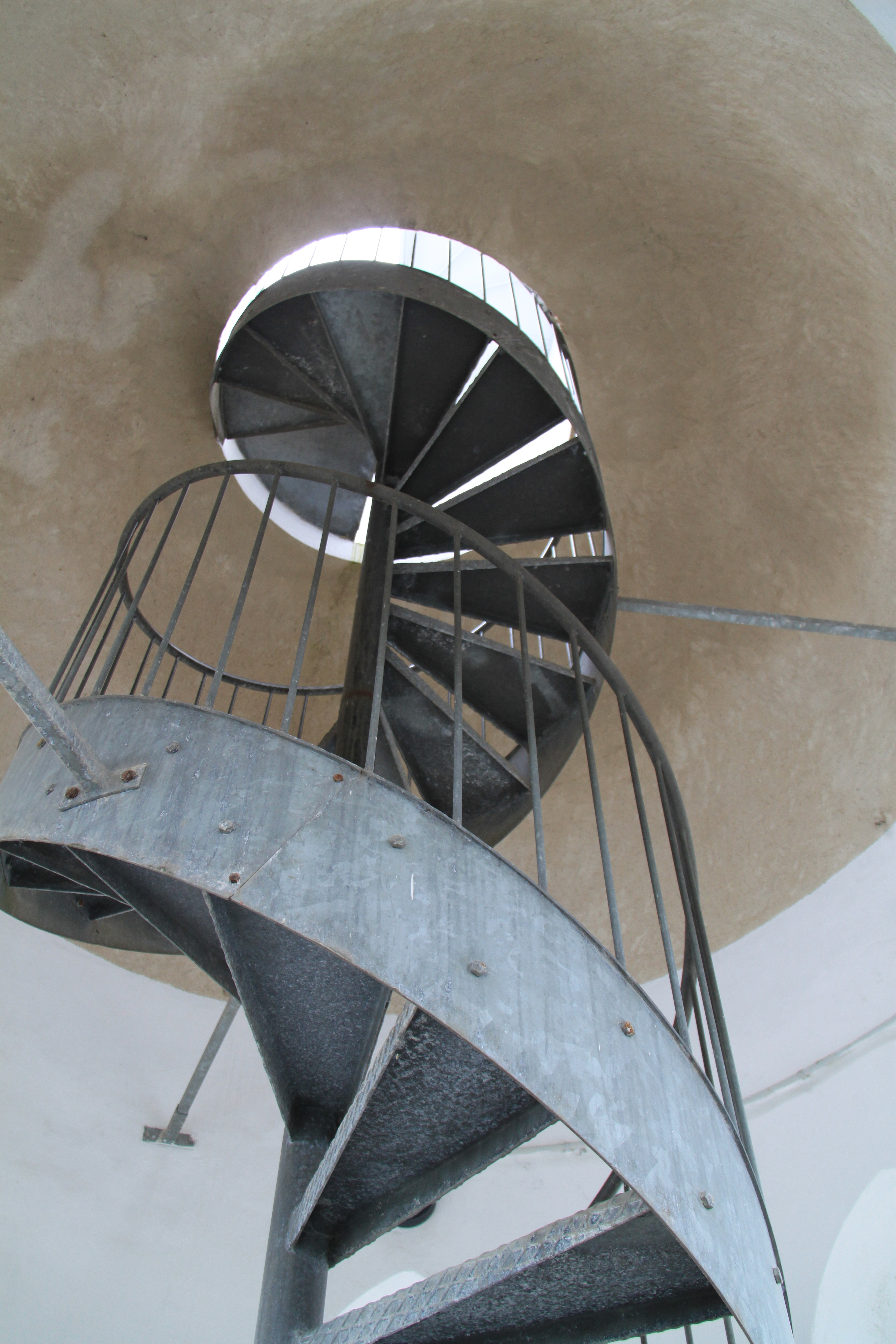
Wendeltreppe im Vincketurm
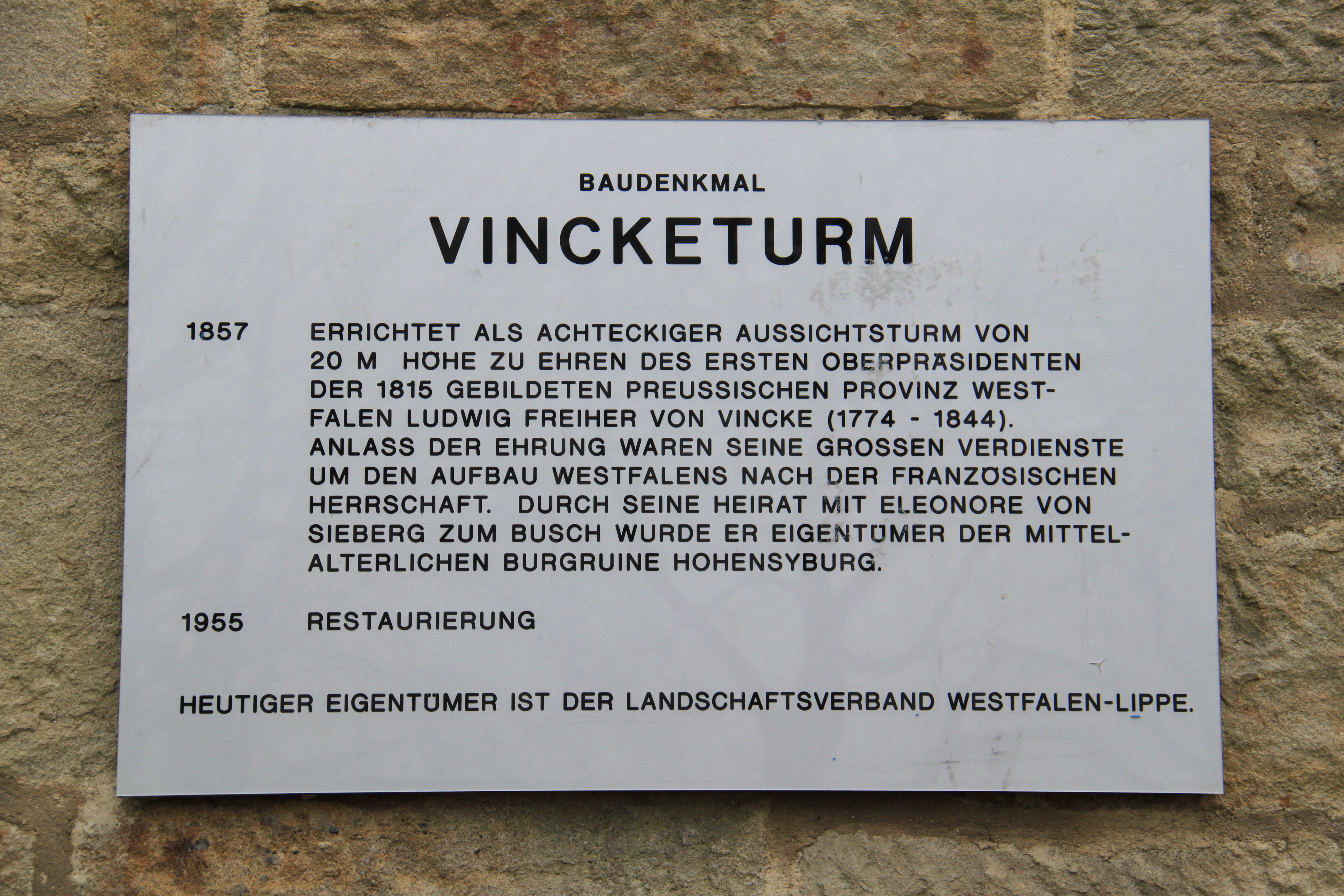
Hinweistafel am Vincketurm
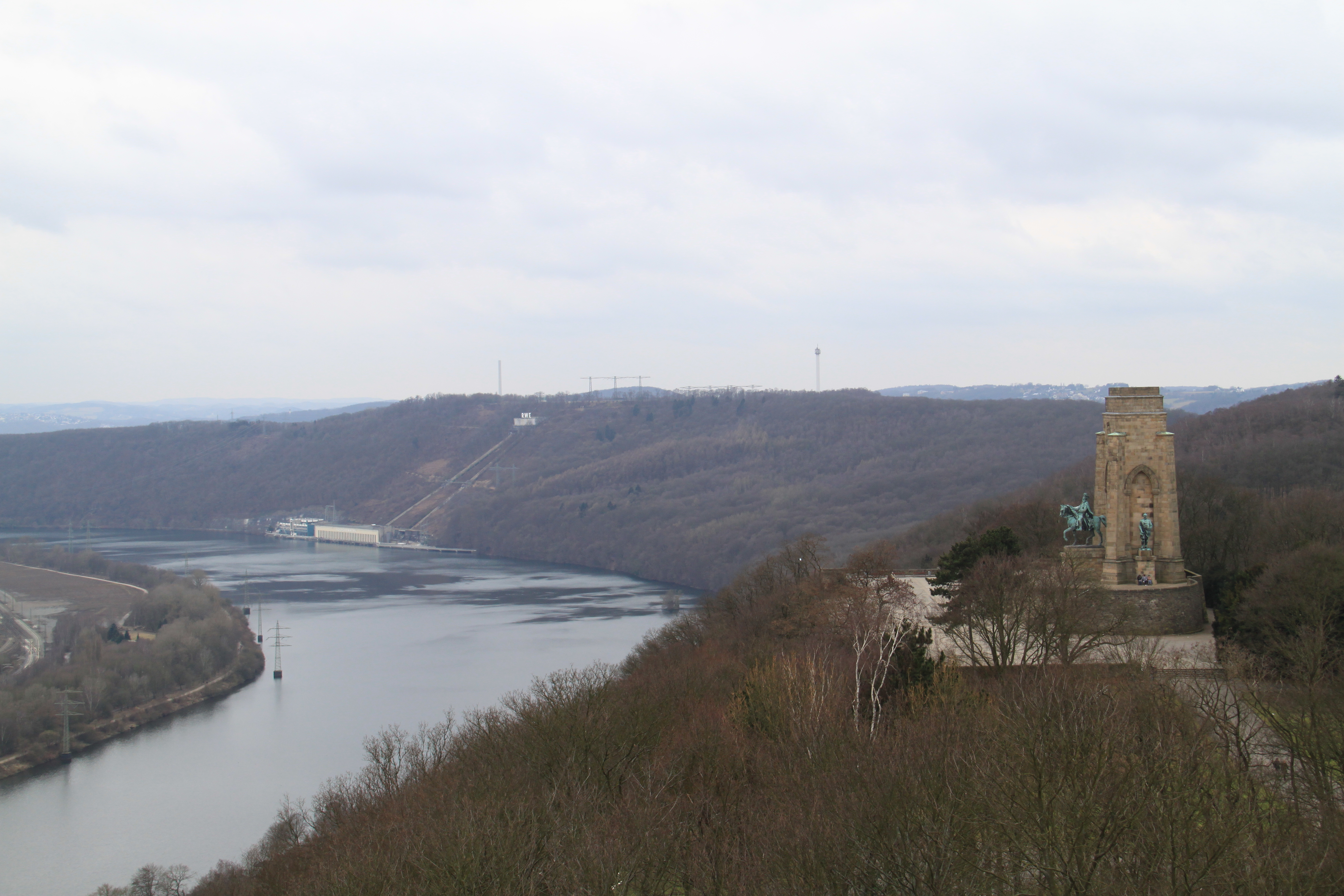
Ausblick vom Turm über Hengsteysee und Kaiser-Wilhelm-Denkmal